# Rugby a 15 nel 1974

## Attività internazionale

### Centenario della Irish Rugby Union
| Arbitro: | Norman Sanson |

| |            | |
| mete: McKinney, Slattery trasf.: Gibson 2 c.p.: Gibson 2 | Marcatori  | mete: Edwards, Williams trasf.: Bennett 2 c.p.: Bennett 2 |
| 15.Anthony Ensor 14.Tom Grace, 11.Arthur McMaster 13.Mike Gibson, 12.Richard Milliken 10.Michael Quinn, 9.John Moloney 8.Terry Moore, 7.Fergus Slattery, 6.Stewart McKinney 5.Moss Keane, 4.Willie-John McBride (c) 3.Sean Lynch, 2.Ken Kennedy, 1.Ray McLoughlin sostituti: 16.Alan Doherty,17.Richard Spring 18.Donal Canniffe,19.Patrick Agnew 20.Pa Whelan,21.Shay Deering Non entrati : 17.Richard Spring,18.Donal Canniffe 19.Patrick Agnew,20.Pa Whelan | Formazioni | 15.B. Leigh 14.Andy Irvine, 11.John Williams 13.Ian McCallum, 12.Alain Marot 10.Phil Bennett, 9.Gareth Edwards 8.Andy Ripley (c), 7.Tony Neary, 6.Victor Boffelli 5.Alain Esteve, 4.Garrick Fay 3.JL Azarete, 2.R.Windsor, 1.Ian McLauchlan Non entrati : 16.D. van der Watt,17.Ro Hindson 18.Richard Astre,19.Rex l'Estrange |

### I Tour di metà anno
A metà anno è tradizione che le selezioni di rugby a 15, europee in particolare, ma non solo, si rechino fuori dall'Europa o nell'emisfero sud per alcuni test. Si disputano però anche molti incontri tra nazionali dello stesso emisfero Sud.
Il 1974 fu un anno ricco di questi confronti. Il più importante fu senz'altro quello dei British Lions in Africa del sud, ll miglior tour della storia dei Lions, sotto la guida dell'avanti irlandese Willie John McBride: una serie di 22 match senza sconfitte con 3 vittorie ed un pareggio con gli Springboks.
Nuova Zelanda ed Australia si affrontarono in occasione del Tour degli All Blacks, che mantennero il possesso della Bledisloe Cup. La Francia coglieva invece due successi con i Pumas.
Tour minori furono quelli di Giappone, Figi e Samoa, oltre che quello dei "Leopards sudafricani" in Europa.

### I tour di fine anno
Nel rugby a 15' è tradizione che a fine anno (ottobre-dicembre) si disputino una serie di incontri internazionali che gli europei chiamano "Autumn International" e gli appassionati dell'emisfero sud "Springtime tour". In particolare le nazionali dell'emisfero Sud si recano in tour in Europa.
Nel 1974, sono Sudafrica e Nuova Zelanda a recarsi in Europa. Pochi test ufficiali con due sconfitte per gli Springboks con la Francia e vittoria degli All Blacks con l'Irlanda.
Si assiste anche al primo tour di Tonga in Europa.

## Altri test
| Bruxelles 1º febbraio 1974 | Belgio | 12 – 64 | Shimlas |  |

| Bruxelles 23 marzo 1974 | Belgio | 12 – 22 | Surrey |  |

| Londra 20 aprile 1974 | Inghilterra XV | 7 – 26 | Francia XV | Twickenham |

| 1º giugno 1974 | Giappone XV | 20 – 6 | Hong Kong |  |

| Losanna 8 giugno 1974 | Svizzera | 10 – 18 | Belgio |  |

| Enköping 21 settembre 1974 | Svezia | 24 – 0 | Danimarca |  |

| Marburg 28 settembre 1974 | Assia | 12 – 29 | Belgio |  |

## La nazionale italiana
Segue un breve tour in Inghilterra dove gli azzurri affrontano tre contee inglesi. Sono tre sconfitte che vengono viste, ottimisticamente, come un momento di crescita, ma che mettono in evidenza ancora i grandi limiti di gioco.
La selezione dei Leopards era la nazionale dei giocatori di colore in Sudafrica: all'epoca infatti in regime di apartheid, i neri non potevano giocare nelle squadre riservate ai bianchi. Gli azzurri avevano già affrontato i Leopards nel 1973, durante il loro tour in Sud Africa.
| Brescia 15 maggio 1974 | Italia | 25 – 10 | Leopards |  |

## I Barbarians
Nel 1974 la squadra ad inviti dei Barbarians ha disputato i seguenti incontri, tra cui spicca il pareggio con All Blacks in tour in Europa.
| Northampton 7 marzo 1974 | East Midlands | 7 – 40 | Barbarians |  |

| Moseley 27 marzo 1974 | Moseley | 25 – 22 | Barbarians |  |

| Penarth 12 aprile 1974 | Penarth RFC | 10 – 73 | Barbarians |  |

| Cardiff 13 aprile 1974 | Cardiff RFC | 11 – 9 | Barbarians | Arms Park |

| Swansea 15 aprile 1974 | Swansea RFC | 12 – 16 | Barbarians | Saint Helen's |

| Newport 16 aprile 1974 | Newport RFC | 16 – 0 | Barbarians | Rodney Parade |

| Londra 30 novembre 1974 | Barbarians | 13 – 13 | Nuova Zelanda XV | Twickenham |

| Leicester 27 dicembre 1974 | Leicester Tigers | 4 – 43 | Barbarians | Welford Road |

## Campionati nazionali
- Africa:

| Sudafrica | Currie Cup | Northern Transvaal |

- Americhe:

| Argentina | Interprovinciale       | Buenos Aires     |
|           | Camp. di Buenos Aires  | CASI             |
| Brasile   | Campionato             | SPAC (SP)        |
| Canada    | Campionato Provinciale | British Columbia |

- Europa:

| Irlanda          | Interprovinciale        | Ulster Rugby        |
| Galles           | WRU Challenge Cup       | Llanelli RFC        |
| Inghilterra      | Campionato delle Contee | Gloucestershire     |
|                  | Coppa                   | Coventry            |
| Francia          | Camopionato             | Beziers             |
|                  | Challenge du Manoir     | Narbonne            |
| Italia           | Campionato              | Petrarca Padova     |
| Scozia           | Campionato              | Hawick              |
| Unione Sovietica | Campionato              | Fili                |
| Spagna           | Copa del Rey            | R. Canoe NC         |
|                  | Campionato              | Arcquitetura Madrid |
| Romania          | Campionato              | Steaua Bucarest     |
| Portogallo       | Coppa                   | Academica Coimbra   |

- Oceania:

| Nuovo Galles del Sud | Shute Shield        | Randwick |
| Australia            | Campionato per Club | Brothers |